# Markus Fischmann
Markus Fischmann (* 28. Januar 1971 in Neustadt an der Aisch) ist Regisseur für Animation, Produzent und Direktor des Institut für digitale Medien. Als damals jüngster Professor Deutschlands wurde er 2000 an die Hochschule Hannover berufen und lehrt dort seitdem im Studiengang "Mediendesign Animation und VFX".

## Leben
Ab 1992 studierte Markus Fischmann Kommunikationsdesign mit dem Schwerpunkt "Animation" an der Georg-Simon-Ohm-Fachhochschule in Nürnberg. 1996 absolvierte er sein Diplom mit dem 3D-Kurzfilm „Frank freaks out“. Dieser Film wurde mit einem Animago-Preis prämiert. Während seines Studiums arbeitete er als Trainer bei "Softimage / Microsoft". Er sammelte erste Erfahrungen als 3D-Animator und 3D-Art Director in Film- und Werbe-Produktionen. 
Er arbeitete als Animation Director (Regisseur für Animation) und "Head of 3D" (Chef der 3 D-Produktion) in diversen Postproduktionshäusern in Hamburg. 2001 gründete er seine eigene Produktionsfirma "digitalfish". Im selben Zeitraum berief ihn die Fachhochschule in Hannover als damals jüngsten ordentlichen Professor. 2002 war er dort an der Gründung des Instituts für digitale Medien beteiligt. Von 2005 bis 2007 wurde er Studiendekan der Abteilung Design und Medien an der Hochschule Hannover. 
Es folgte ein Ruf nach Sydney, dem er von 2008 bis 2010 nachkam und den Masterstudiengang Animation der University of Technology, Sydney leitete. Seit 2010 engagiert sich Markus Fischmann für das Mediendesign-Programm der Hochschule Hannover und wurde 2012 Direktor des Instituts für digitale Medien (IDM). Von 2010 bis 2013 übernahm er eine Gastprofessur an der University of Hefei (China) im Bereich „3D-Animation and Interactivity“. 
Bereits 2011 gründete er das alljährliche „Motion Cube Festival“, nebst einer parallel verlaufenden Fachkonferenz, und war 2015 zusammen mit der Fakultät 4 (Informatik) der Hochschule Hannover Mitbegründer des interdisziplinären Studiengangs Mediendesign/Informatik. 
2017 wurde Markus Fischmann in die Visual Effects Society (VES) aufgenommen.

## Veröffentlichungen
- „Im Reich der Tiere – Streifzüge durch Kunst und Natur“, T. Andratschke und A. Eichler (Hrsg.), Hannover 2012, Wienand-Verlag, ISBN 978-3-86832-105-0
- „A Study of Citizen’s Participation Art as Autonomous and Decentralized System“, 2009, Prof. Atsushi Ito (University of Hiroshima), …, Prof. M. Fischmann
- „Schatz der goldenen Tafel“, 2007, interaktive DVD Documentary, (The Museum August Kestner)
- „Whilhelm Buschs Enkel – Comics made in Hannover“, Wolf-Dieter Mechler (Red), Hannover 2007 (Schriften des Historischen Museums Hannover; 28)
- „Spread – Graffiti and Street art in Barcelona, Berlin, Amsterdam and Riga“ DVD Documentary, 60 Min. (The Museum August Kestner)
- Geobiologie 2 Joachim Reitner, Mike Reich & Gabriele Schmidt (Hrsg.) „Auf erstanden aus Bits und Bytes: ein multimedialer Plateosaurus und sein musealer Einsatz“, S. 218, Göttingen 2004 (Schriften zur 74. Paläontologischen Jahrestagung)
- Geobiologie 2 Joachim Reitner, Mike Reich & Gabriele Schmidt (Hrsg.) „Der Animationsfilm als modernes Transfermedium für naturwissenschaftliche Inhalte in Naturkunde - Museen“, S. 218, Göttingen 2004 (Schriften zur 74. Paläontologischen Jahrestagung)